# Sans-Badal
Sans-Badal (oficialmente y en catalán Sants-Badal) es un barrio del distrito de Sans-Montjuich de la ciudad de Barcelona. Antigua área del barrio de Sans situada entre riera Blanca (frontera entre Barcelona y Hospitalet de Llobregat), avenida Madrid y la rambla de Badal, calle del cual recibe el nombre.
Históricamente considerado parte del barrio de Sants, Badal ha recibido la categoría propia de barrio bajo el nombre de Sants-Badal con la nueva división territorial de la ciudad de Barcelona. A pesar de esta nueva categoría administrativa, el barrio mantiene fuertes lazos sociales y vecinales con el resto de barrios que históricamente formaban parte del municipio de Santa María de Sants, anexionado por Barcelona en 1897.